# سحر السينما
سحر السينما  كتاب للناقد السينمائي علي أبو شادي  صدر عام 2006 عن الهيئة المصرية العامة للكتاب  في 292 صفحة. يخاطب علي أبو شادي جمهور غير المختصين في الشأن السينمائي  ليقدم لهم مادة سهلة خفيفة عن النواحي التقنية في الفن السابع. يتناول الكتاب مراحل صناعة الفيلم السينمائي من الفكرة إلى الشاشة. الكتاب مفيد للقارئ العادي ويلبي حاجته ليتعرف على بعض العمليات الفنية التي يمر بها العمل السينمائي منذ أن يكون فكرة في رأس صانع الفيلم حتى يصل إلى دور العرض السينمائي.
صدر الكتاب ضمن سلسلة الفنون التابعة لمشروع مكتبة الأسرة، الذي تتبناه طباعيا الهيئة العامة المصرية للكتاب. المشروع يركز على الكتب غير التخصصية التي يمكن أن يقرأها أي فرد، وهي صفة تنطبق على كتاب «سحر السينما» لعلي أبو شادي.

## محتوى الكتاب
يحتوي كتاب «سحر السينما» ثمانية فصول: 
الفصل الأول: من الفكرة إلى دار العرض كيف تصنع فيلما؟
الفصل الثاني: السيناريو
الفصل الثالث: التصوير
الفصل الرابع: الصوت
الفصل الخامس: المونتاج
الفصل السادس: الديكور
الفصل السابع: الإنتاج
الفصل الثامن: الإخراج 

## ملخص الكتاب
السيناريو
كتابة سيناريو الفيلم السينمائي، يبدأ من: كيف يعثر الكاتب على الأفكار ليكتب عنها؟"، وكيف يوجد الخط الرئيسي للقصة، وكيفية بناء الشخصيات السينمائية ومراقبة نموها، وما إلى ذلك من عناصر مرتبطة بتأليف النص الدرامي. يقول الكاتب: "من الأشياء المستحدثة في السينما المصرية بالذات الاقتباس من الأفلام مباشرة باعتبارها أحد مصادر كتابة السيناريو، سواء الأفلام الأجنبية أو العربية، دون الإشارة للمصدر، وقد كثر ذلك في الفترة الأخيرة، ويقوم به عدد من كتاب السيناريو نصف الموهوبين أو العاطلين عن الموهبة". ويضيف علي أبو شادي: "ويرجع ذلك السطو إلى افتقار هؤلاء الصنايعية والاسطوات للقدرة على استلهام الواقع والتعبير عنه، والرغبة في الارتزاق والاستسهال والعجز عن طرح أفكار جديدة للتعبير عنها". إن أهمية هذه الملاحظة حول الاستسهال في كتابة سيناريوهات الأفلام تشير إلى حقيقة أن صناعة السينما لم تعد مكلفة كما كانت من قبل، وأن التكنولوجيا قد حولتها من صناعة إلى هواية بحيث أصبح تقريبا كل من شاء قادرا على الدخول فيها. إلا أن الفيلم الجيد يبدأ بنص جيد، ولذا كان ضروريا جدا التنبيه إلى هذه الجزئية والتوقف عندها احتراما لأصول الفن السابع وضوابطه الصناعية.
التصوير
يشرح الكتاب عملية تصوير الفيلم السينمائي، وما هو دور كل من المصور ومدير التصوير، ثم يتطرق إلى تعريف سريع لخصوصية الكاميرا السينمائية وطبيعة عملها. بعد ذلك يستعرض المؤلف أنواع اللقطات السينمائية وزوايا التصوير المختلفة، وما الذي يحكم اختيار زاوية معينة عن زاوية أخرى، وكيف يمكن للزاوية أن تخدم الفكرة أو تسيء إليها
يتحدث أيضا عن العدسات وحركة الكاميرا واللقطات، ويركز على عنصر الإضاءة وتوزيعها، ثم يتطرق إلى الألوان، وصولا إلى كافة العناصر المرئية في اللقطة السينمائية. ويُختتم بالحديث عن عنصر «الميزانسين»، والذي أطلق عليه المؤلف تسمية «التكوين»، أو «التكوين السينمائي»، وهو واحد من أهم جوانب الفيلم السينمائي الذي قد لا يعرف عنه هواة السينما الكثير، رغم أنه داخل تلقائيا بفوضى أو باستهداف جمالي في صميم نتاجهم السينمائي. يقول علي أبو شادي: «التكوين في تعريفه البسيط هو الجمع بين عناصر المنظر ومكوناته في علاقة منسجمة مترابطة ذات كيان متناسق، تشكل في النهاية، توازنا يمتع المتفرج ويفجر داخله مشاعر عميقة»، ويمضي المؤلف محاولا توضيح الصورة أكثر، ليؤكد في النهاية أن عناصر اللقطة السينمائية تعمل معا لخلق انطباع أو إحساس موحد في الفيلم. بمعنى أن الإحساس الذي يتولد لدى المشاهد عند مشاهدته لقطة معينة، كالحماس أو التوتر أو القلق على مصير شخصية معينة أو الذوبان في المشهد، كل ذلك نتاج لتضافر مكونات اللقطة السينمائية وعملها معا لخلق لذلك الانطباع في نسق سيمفوني بلا نشاز. إذ لا يمكن، أو بالأدق، إنه من الصعوبة بمكان جعل المُشاهد يشعر بالتوتر الذي تعانيه الشخصية في الفيلم إذا كانت الإضاءة ساطعة والمنظر سياحيا خلابا، وفي خلفية اللقطة أطفال يلهون بمرح. إن الإضاءة الخافتة بصفة عامة، ولكن ليس كقاعدة بالضرورة، أقرب إلى تجسيد لحظات الخوف، والتركيز على ملامح وجه الشخص الفزِع أدعى إلى عكس شعوره الجواني عوضا عن أخذ لقطة بعيدة أو متوسطة، فهذه هي عناصر الميزانسين أو التكوين التي ينبغي معرفتها لصانع الفيلم الشاب لكي لا تؤدي اللقطة التي يصورها إلى خلق شعور لدى المشاهد مخالف لما أراده المخرج أو السيناريست.
الصوت
يركز المؤلف على عناصر شريط الصوت ومعدات الصوت ودلالات الصمت ومتى تُستخدم الموسيقى التصويرية أو لا تستخدم في الفيلم السينمائي. الصوت بصفة عامة هو نقطة ضعف طلاب السينما والسينمائيين الهواة، لأنهم لا يدركون أهميته في الفيلم السينمائي، ولذا أفرد الكتاب مساحة جيدة لقضايا الصوت في السينما. 
المونتاج
يقدم الكتاب خلفية تاريخية عن تطور أنواع المونتاج السينمائي، ويذكر قسم خاص عن الموجة الفرنسية الجديدة التي طرحت رؤى مغايرة في عملية المونتاج السينمائي.
الديكور السينمائي
هو فن تصميم المناظر، ويركز تحديدا على جزئيتين مهمتين في السينما هما الملابس، والماكياج. لا يتعمق هذا الفصل في إرشاد صانع الفيلم الشاب حول كيفية عمل ديكور مناسب للمشهد، ويقدم أسماء بعض الأفلام وطابع الديكور فيها.
الإنتاج السينمائي
يقدم الكاتب التعريف بأدوار عناصر ثلاثة هي المنتج الممول، والمنتج المنفذ، ومدير الإنتاج.
الإخراج السينمائي
يقول الكاتب أن المخرج هو «صانع الفيلم»، وهو صاحب الرؤية السينمائية النهائية التي يطرحها الفيلم. آخر صفحة في الكتاب تحمل عنوانا فرعيا هو «المخرج كفنان خلاق» وتركز على التأكيد على أهمية دور المخرج في صناعة الفيلم السينمائي.

## نقد وتعليقات
كتب أسامة الماجد على موقع صحيفة البلاد البحرينية في 16 مايو 2020: «أبوشادي يوضح في مقدمة هذا الكتاب الذي يعد مرجعا لا غنى عنه لكل المهتمين بالسينما، أن الكتاب يقوم على توضيح طبيعة العملية السينمائية بشكل متكامل في الفصل الأول حتى يمكن القارئ أن يلم بشكل مبدئي بتسلسل هذه العملية منذ كانت فكرة إلى أن تتحول إلى إشعاعات تخترق صالة العرض لتخلق صورا متحركة على الشاشة، ثم تتوالى فصول الكتاب توضح وتفسر عمليات صنع الفيلم واحدة وراء الأخرى، وقد كان طبيعيا أن ينتهي الكتاب بفصل الإخراج باعتبار أن المخرج هو سيد العمل الفني.»
كتب محمد عبد الرحمن في صحيفة اليوم السابع بتاريخ 17 فبراير 2018: «قدم أبو شادى كتابه الصادر عام 2006، هذا إلى الجمهور غير المختص في الشأن السينمائى، ليقدم لهم مادة سهلة خفيفة عن النواحي التقنية في الفن السابع، إذ يتناول الكتاب مراحل صناعة الفيلم السينمائى من الفكرة إلى الشاشة. كما قدم توطئة نظرية لا بأس بها للقارئ عن كيفية حدوث هذه العمليات الفنية، ليوجه الكتاب بشكل أكبر للقارئ العادى لأن خبرة صانع الأفلام هي دون شك أوسع من الشروح والخلفيات العامة الموجزة التي يقدمها الكتاب.»

## وصلات خارجية
https://elcinema.com/person/1111901/ سحر السينما 
https://www.goodreads.com/book/show/6439881 سحر السينما 
https://www.albiladpress.com/news/2020/4232/spaces/645256.html سحر السينما